# محمد بن سعدان الضرير
أبو جعفر محمد بن سعدان الكوفي الضرير (161 - 231 هـ = 778 - 846 م)، هو نحويٌّ ومُقرِئ من الكوفة، وأحد علماء الطبقة الرابعة من المدرسة الكوفية في النَّحو.

## حياته
وُلِدَ ابن سعدان في الكوفة في سنة 161، وترعرع وعاش صباه فيها، وأخذ عن علمائها النحو على المذهب الكوفي، وصار بعد ذلك واحد من أساتذة النحو الكوفي ومن رؤساء الطبقة الرابعة من النحاة الكوفيين. أخذ العلم عن هشام بن معاوية الضرير، وتتلمذ لديه ابن المرزبان. إلى جانب معرفته بالنَّحو اشتهر باهتمامه بالقراءات القرآنية، بحث في قراءات أهل مكة والمدينة وقارن الاختلاف بينهما، وكان يقرأُ على قراءة خلف عن حمزة، قال أبو الحسين المنادي: «كان أبو جعفر محمد بن سعدان النحوي الضرير يقرأ بقراءة حمزة، ثم اختار لنفسه، ففسد عليه الأصل والفرع، إلاّ أنه كان نحوياً [جيداً]». توفِّي ابن سعدان في عيد الأضحى من العام 231هـ، أثناء خلافة الواثق بن المعتصم.

## مؤلفاته
ألَّف كتابين في النَّحو والقراءات، ومن ثمَّ ألَّف مختصراً صغيراً في النحو.، ومن مؤلفاته:
- «الجامع»
- «المجرد»
- «الوقف والابتداء في كتاب الله عز وجل».[3]